# Coco (Koltès)
Pour les articles homonymes, voir Coco.
Coco est une pièce de théâtre de Bernard-Marie Koltès.

## Présentation
En 1988, après Roberto Zucco, Bernard-Marie Koltès dispose de plusieurs projets, restés inachevés, dont Coco, qui porte une dédicace à Coco Chanel. Il consiste en trois fragments, retrouvés dans deux chemises portant deux titres :
1. Scène douce
2. Scène de la méchanceté de Consuelo
3. une dernière sans titre.

## Description
Ces trois scènes sont des dialogues entre Coco Chanel et sa domestique Consuelo.
Dans Scène douce, Coco reproche sa coquetterie à Consuelo d'abord par le rouge à lèvres comparé à un pot de peinture, puis par les talons, fanfare annonçant la venue d'une femme. Consuelo essaye de défendre les atouts des femmes.
Finalement, dans le deuxième fragment, elle lui demande ce que cela peut bien lui faire, puisque Coco va mourir, Consuelo se révolte contre sa condition de domestique et refuse de ranger quoi que ce soit dans la maison puisque la maîtresse de la maison est mourante.
Dans le dernier fragment sans titre, Consuelo demande à sa maîtresse d'être douce avec elle, elle promet de ne pas la quitter jusqu'à sa mort prochaine. On peut en conclure qu'il serait étonnant que le fragment sans titre soit la suite des deux autres.
Ces trois fragments ont été publiés aux Éditions de Minuit, à la suite de Roberto Zucco et de Tabataba.